# Giovanni di Casali
Giovanni (ou Johannes) di Casali (ou da Casale; c.1320 – après 1374) est un moine de l'ordre des franciscains, un philosophe naturel et un théologien, auteur d'ouvrages sur la théologie et la science, et un légat apostolique.
Il naît à Casale Monferrato vers 1320 et entre dans l'ordre des franciscains dans la province de Gênes. Il a été chargé de cours à Assise de 1335 à 1340. Par la suite, il a été lecteur à Cambridge ca. 1340 à 1341, où il a découvert la physique mathématique développée par les calculateurs d'Oxford. Il a également été inquisiteur à Florence, et chargé de cours à Bologne de 1346 à ca. 1352. En 1375, le pape Grégoire XI le nomme légat du pape à la cour du roi Frédéric III de Sicile.